# Barry Scheck
Barry Charles Scheck, né le 19 septembre 1949 dans le Queens à New York, est un avocat américain connu pour être l'un des avocats de l'affaire O. J. Simpson. Il est également le directeur de l'Innocence Project et professeur à l' université Yeshiva de New York. 
Il crée l'Innocence Project en 1992 avec Peter Neufeld et utilise son expertise dans l'analyse ADN afin de prouver l'innocence d'accusés. Lors du procès d'O. J. Simpson, il mène le contre-interrogatoire de Dennis Fung pendant huit jours, lors duquel il remet fortement en question la crédibilité de l'enquête policière et des preuves matérielles recueillies sur les différentes scènes de l'affaire. 